# ORIGINAL A.I.
『ORIGINAL A.I.』（オリジナル・エー・アイ）は、2003年7月23日に発売されたAIの2作目のオリジナルアルバムである。

## 概要
- アルバム「ORIGINAL A.I.」は、オリジナル・アルバムとしては2001年11月「my name is AI」に続く2枚目。

## 収録曲

### CD
1. 最終宣告(AI)  
4枚目のシングル。
2. 2HOT(feat.SPHERE of INFLUENCE)
3. Summer Time
4. Thank U 
5枚目のシングル。
5. PARADISE
6. PLAYBOY(feat.DABO)
7. Girls’Talk
8. 2 Face
9. 言ノ音
10. LIFE
11. My Friend
12. LAST WORDS(feat.JOE BUDDEN)